# Hoya lauterbachii
Hoya lauterbachii ist eine Pflanzenart der Gattung der Wachsblumen (Hoya) aus der Unterfamilie der Seidenpflanzengewächse (Asclepiadoideae). Die flachglockenförmige Einzelblüte gehört mit einem Durchmesser von bis zu 7,5 cm mit zu den größten Einzelblüten in der Gattung der Wachsblumen.

## Merkmale
Hoya lauterbachii ist eine ausdauernde, kletternde Pflanze; die vegetativen Teile enthalten einen weißen Milchsaft. Die Triebe sind im Querschnitt rund mit einem Durchmesser von bis zu 5 mm. Das Indument besteht aus uniserial angeordneten Haaren oder steifen schwarzen Borsten. Die Internodien sind stark unterschiedlich lang, maximal bis zu 8 cm. Die Blätter sind gestielt. Die Blattspreiten sind eiförmig bis länglich; sie werden bis zu 13 cm lang und 7,5 cm breit. Die Basis ist herzförmig ist abrupt abgeschnitten, der Apex etwas stachelspitzig. Die Oberseite ist fein und spärlich flaumig behaart bis kahl. Die Unterseite ist dicht flaumig behaart bis kahl. Die Oberseite ist gelblich grün, hellgrün oder dunkelgrün, die Unterseite ist heller als die Oberseite. Die Blattnervatur ist deutlich sichtbar und besteht aus bis zu sechs anastomosierenden, untereinander Schlingen bildenden Sekundäradern. Die Blattstiele sind 1 bis 4 mm lang mit einem Durchmesser von 3 bis 4 mm und besitzen ein dichtes Indument. Am Übergang vom Blattstiel zur Blattspreite sitzen zwei Nektardrüsen (Nektaria).
Die hängenden bzw. nach unten gebogenen Blütenstände enthalten ein bis acht Blüten. Die Schäfte der Blütenstände sind 4,5 cm lang, bei einem Durchmesser von 4 bis 6 mm. Sie sind grün und besitzen ein dichtes Indument. Die fünfzähligen, zygomorphen Blüten haben eine doppelte Blütenhülle und sind zwittrig. Die Blütenkrone hat einen Durchmesser von bis 7,5 cm. Die Blüten sitzen auf 2 bis 3,5 cm langen und 2 bis 3 mm dicken Blütenstielen mit dichtem Indument. Die gelblich-grünen Kelchblätter sind lanzettlich-eiförmig bis eiförmig, 5 bis 7 mm lang und 2 bis 4 mm breit mit jeweils einer Drüse in den Sinus zwischen den Kelchblättern. Die Kronblätter sind seitlich weitgehend verwachsen (Sympetalie), die Blüte breitglockenförmig oder breitkelchförmig und etwa 1 cm lang (hoch). Am äußeren Rand der "Glocke" sind lediglich noch fünf kurze keilförmige Einkerbungen und kleine dreieckige Zipfel. Zipfel und Rand der Glocke sind nach außen gebogen; die Zipfel können aber auch horizontal ausgestreckt sein oder leicht nach innen gebogen sein. Sie sind 8 bis 15 mm lang (hoch) und 12 bis 17 mm breit. Sie ist innen fein flaumig behaart mit weißen Haaren. Die Kronblätter sind sehr variabel in der Farbe; die Variation reicht von tiefrot, rot, braun, pink, gelb oder gelb mit pinkfarbenen Streifen, die mit den Nebenkronenzipfeln alternieren. Die staminale Nebenkrone sitzt auf einem 3 mm hohen Stiel, der einen Durchmesser von 0,8 bis 1,5 mm hat. Die Zipfel der Nebenkrone sind eiförmig und enden breit zugespitzt. Die Oberseite ist leicht eingetieft. Der innere Fortsatz ist schnabelförmig zugespitzt. Sie sind 4 bis 5 mm lang und 2,5 bis 4 mm breit. Sie sind gelblich mit einem andersfarbigen Rand; diese Farbe variieren mit derselben Breite wie die Kronblätter. Die Früchte sind 14 bis 16 cm lang und haben einen Durchmesser von 3 cm. Die Samen sind länglich, 7 bis 8 mm lang und 2 bis 3 mm breit. Der weiße Haarschopf ist 18–20 mm lang.

## Geographische Verbreitung und Habitat
Die Art kommt in Neuguinea (Papua-Neuguinea und West-Neuguinea), Salomonen-Inseln, und in Nordaustralien (Queensland) vor.

## Taxonomie
Das Taxon wurde 1896 von Klaus Moritz Schumann erstmals beschrieben. Der Holotyp (C. Lauterbach 930) wurde am 10. November 1890 von Carl Lauterbach am Mittellauf des Gogol-Flusses im Rahmen der Gogol-Expedition in Papua-Neuguinea gesammelt. Er war im Herbarium des Botanischen Museums in Berlin aufbewahrt und verbrannte im 2. Weltkrieg. Das Taxon ist von der Datenbank Plants of the World online als gültige Art akzeptiert.
Ein Synonym ist: Hoya coronaria var. papuana Bailey.